# Eee Transformer Pad Infinity
Eee Pad Transformer Infinity é um dispositivo em formato tablet produzido pela Asus. O ASUS Transformer Pad Infinity foi exibido pela primeira vez na CES como ASUS Eee Pad Transformer Prime TF700T. 
O Transformador Pad Infinity está avaliado em €599 (US$780) excluindo o dock teclado, para a variante de 64GB somente-Wi-Fi. Este tablet-padrão estará disponível a partir de 10 de junho.

## Especificação do Tablet
Físicas
- 594g de peso (1100 com dock teclado)
- 10,1 polegadas de tela
- 8.5 mm de espessura

Tela
- 1920x1200 pixels de resolução.
- Gráficos FullHD

Processador de memória
- 32/64GB + slot microSD.
- Memória de 32 ou 64GB.

Comunicação
- Bluetooth
- Wi-Fi
- GPS Assistido
- Webcan

Sensores
- Acelerômetro
- Bússola
- Tela multitoque
- Giroscópio